# 一重項酸素

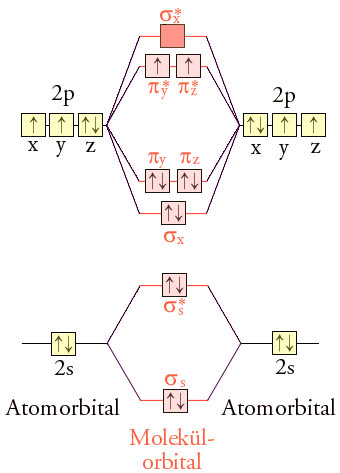
酸素分子(O_{2})の基底状態である三重項酸素の分子軌道ダイアグラム。この図では、2つのπ*軌道にスピンの向きがそろった電子が1個ずつ入っている。一方、励起状態である一重項酸素ではπ*軌道の電子のスピンの向きが反対になっている。

一重項酸素（いちじゅうこうさんそ）は酸素分子において分子軌道の1つπ*2p軌道上の電子が一重項状態で占有されている、すなわち全スピン量子数が0である励起状態のことである。1O2と表される。

## 電子状態
酸素分子の励起一重項状態は2種類ある。2つ存在するπ*2p軌道をそれぞれ1個ずつの電子が占有しているΣ状態と、2つ存在するπ*2p軌道の一方のみを2個の電子が占有し、もう一方のπ*2p軌道は空軌道のΔ状態が存在する。Σ状態よりΔ状態の方がエネルギーが低いため、Σ状態は速やかにΔ状態に遷移する。このため一重項酸素といえば通常Δ状態のものを指す。
それに対して、基底状態の酸素分子は三重項酸素と呼ばれ、3O2で表される。これは2つ存在するπ*2p軌道を1個ずつの電子が占有しており、全スピン量子数が1の状態である。軌道に電子が単独で存在する状態はフリーラジカルであり、それゆえ三重項酸素は2個の不対電子を有するビラジカル(biradical)である。

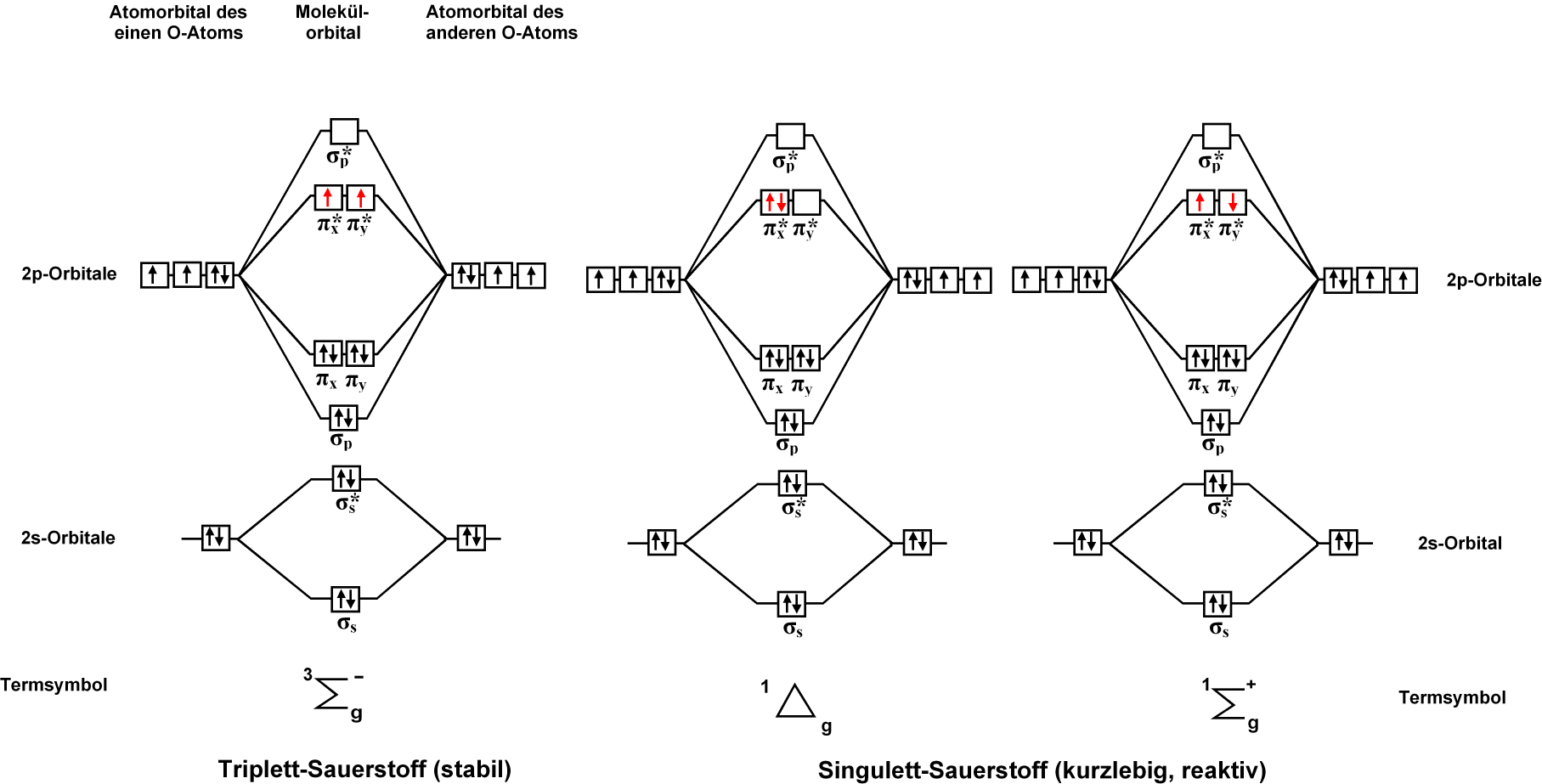
左から三重項酸素、一重項酸素(Δ^{1})、一重項酸素(Σ^{1})の分子軌道ダイアグラム。

## 発生法
一重項酸素を発生させるためには、基底状態との差にあたるエネルギーを吸収させなくてはならない。このエネルギーは熱的に供給するには大きすぎるため、光励起による方法に頼らざるを得ない。しかし、全スピン量子数が異なる状態間での直接の光による遷移は禁制でありほとんど起こらない。
通常の分子においては一重項励起状態-三重項励起状態間の熱的な遷移（項間交差）が起こるので、光により三重項励起状態を発生させれば一重項励起状態を作り出せるように思える。しかし、酸素においては一重項状態と三重項励起状態のエネルギー差が大きすぎるため、三重項励起状態を発生させても項間交差がほとんど起こらない。そのため、この方法では一重項酸素を発生させることはできない。
そこで、一重項酸素を発生させるには、ローズベンガルやメチレンブルーのような色素を使用する。これらの色素分子の三重項状態は、一重項酸素と三重項酸素とのエネルギー差とほぼ等しい励起エネルギーを持っている。そこでこれらの色素を光励起し、項間交差により三重項状態に移行させる。この三重項状態の色素が三重項酸素と衝突すると電子とエネルギーの交換が起こり、色素が基底状態に戻ると同時に、三重項酸素が一重項酸素に遷移する。このような励起方法は光増感法と呼ばれ、用いられる色素は光増感剤と呼ばれる。

## 性質
一重項酸素は活性酸素の一種とされるが、軌道上の単独の不対電子を持たず、フリーラジカルではない。空になった電子軌道が電子を求めることにより強い酸化力を持つ。エネルギー準位の低い最低空軌道(LUMO)を持つことになるので、ジエンとディールス・アルダー反応を行い環状ペルオキシドを形成したり、二重結合とエン反応してヒドロペルオキシドを形成したりする。
生体内においても、紫外線を浴びたりすることにより体内の色素が増感剤の役目をして一重項酸素が発生することがある。一重項酸素は生体分子と反応して破壊してしまうので、生体はこれを除去する機構を備えている。生体内から一重項酸素を除去する物質にはβ-カロテン、ビタミンB2、ビタミンC、ビタミンE、尿酸などがある。

## 1O2捕捉剤
生体内で一重項酸素を捕捉する抗酸化物質の一覧
- アスコルビン酸
- α-トコフェロール
- β-カロテン
- リボフラビン
- 尿酸
- アスタキサンチン[2]